# 涅夫拉
涅夫拉，是西班牙安达卢西亚自治区韦尔瓦省的一个市镇。总面积224平方公里，总人口3870人（2001年），人口密度17人/平方公里。